# 上海有线02足球俱乐部
上海有线02足球俱乐部（FC Shanghai Cable 2002），是一支已经不存在的足球俱乐部（1995年－2002年），位于上海。

## 概况
俱乐部是1995年由时任甲A联赛劲旅上海申花主教练的名帅徐根宝所创建的，为了培养1981年、1982年出生年龄段的球员，球队的长期目标是为2002年韩日世界杯培养足球人才，从而取名为上海02足球俱乐部。当时俱乐部是由上海市足协、上海有线电视台和徐根宝个人三方出资，直到1999年上海有线电视台收购了绝大部分股份，才更名为上海有线02，并由于队员年龄接近成年，开始正式冲击足球职业联赛。
2000年，有线02足球队首次参加乙级联赛，半决赛中两回合2:3败给了四川绵阳丰谷，未能取得甲级联赛资格。2001年，由于参加九运会而放弃了当年乙级联赛的参赛机会，最终以上海有线02为班底的上海九运足球队取得了全运会的银牌。
2002年，徐根宝再次成为上海申花的主教练，而包括原上海有线电视台在内的新闻传媒界大型国有企业上海文广集团则成为申花的最大股东，有线02的两个主要拥有者都成了申花的一部分，于是俱乐部也被申花收编，从此不复存在。
02俱乐部为中国培养了一批1981年、1982年年龄的球星，最著名的有杜威和「吉祥兄弟」。

## 俱乐部大事
| 年 份  | 事 件                                            |
| ------ | ------------------------------------------------ |
| 1995年 | 上海02足球俱乐部成立。                           |
| 1999年 | 改名为上海有线02足球俱乐部。                     |
| 2000年 | 俱乐部首次参加中乙，半决赛被淘汰。               |
| 2001年 | 以俱乐部成员作为班底的上海足球队取得九运会银牌。 |
| 2002年 | 俱乐部被上海申花收编。                           |

## 著名球员
|  | - 杜威 - 孙吉 - 孙祥 - 孙巍 - 王伟杰 - 郑伟 |  | - 于涛 - 姚力君（02队长） - 薛飞 - 薛志强 - 刘宏涛 - 丁铭 |